# Nordgold
Nordgold (Nord Gold S.E.) — международная золотодобывающая компания с активами в России, Казахстане, Буркина-Фасо, Гвинее, Французской Гвиане и Канаде.

## История
Nordgold основана в 2007 году как золотодобывающее подразделение «Северстали», российской сталелитейной и горнодобывающей компании, принадлежащей Алексею Мордашову.
В начале 2007 года «Северсталь» приобрела золотодобывающие рудники Суздаль и Жерек в Казахстане, а также рудники Апрелково и Нерюнгри в России. В августе 2008 года «Северсталь» купила контролирующую долю рудника Балажал в Казахстане, рудников Ирокинда, Зун-Холба и Березитовый в Бурятии, рудника Taparko, а также права на разработку месторождения Bissa в Буркина-Фасо. В конце 2010 — начале 2011 года компания приобрела контроль над рудником Lefa в Гвинее.
В начале 2012 года Nordgold отделилась от «Северстали» и стала публичной компанией, чьи глобальные депозитарные расписки торговались на Лондонской фондовой бирже.
В январе 2013 года Nordgold ввела в эксплуатацию новый золотодобывающий рудник Bissa, расположенный в Буркина-Фасо.
В сентябре 2016 года Nordgold произвел первое золото на вновь построенном руднике Bouly в Буркина-Фасо.
В 2017 года компания провела делистинг с Лондонской биржи.
В сентябре 2018 года Nordgold ввёл в эксплуатацию рудник Гросс в России.
В июне 2023 года пост генерального директора покинул Николай Зеленский. На должность назначен Георгий Смирнов. Смирнов с 2011 года — финансовый директор Nordgold, до этого работал в агропромышленной группе "Содружество", X5 Retail Group и холдинге «ЕвроХим».

## Деятельность
Компания владеет десятью действующими рудниками (пятью в России, тремя в Буркина-Фасо, по одному в Гвинее и Казахстане). Nordgold также располагает двумя проектами на стадии проектирования и разрешительных процедур (Токко в России и Montagne d'Or во Французской Гвиане ), а также широким портфелем геологоразведочных проектов и лицензий в Буркина-Фасо, России, Французской Гвиане и Канаде.
Объём запасов по итогам 2017 г. составил 15,2 млн унций золота, объём оцененных и выявленных ресурсов — 33,6 млн унций.

### Действующие рудники
| Предприятие                       | Страна       | Производство в 2017 г., в тыс. тройских унций | Доказанные и вероятные запасы, в тыс. тройских унций | Оцененные, выявленные и предполагаемые ресурсы, в тыс. тройских унций |
| --------------------------------- | ------------ | --------------------------------------------- | ---------------------------------------------------- | --------------------------------------------------------------------- |
| Bissa                             | Буркина-Фасо | 195,7                                         | 1 972                                                | 2 921                                                                 |
| Bouly                             | Буркина-Фасо | 124,2                                         | 1 696                                                | 4 762                                                                 |
| Taparko                           | Буркина-Фасо | 108,2                                         | 483                                                  | 1 122                                                                 |
| Lefa                              | Гвинея       | 208,8                                         | 2 198                                                | 4 339                                                                 |
| Бурятзолото (Зун-Холба, Ирокинда) | Россия       | 75,9                                          | 478                                                  | 1 017                                                                 |
| Березитовый                       | Россия       | 94,3                                          | 363                                                  | 492                                                                   |
| Таборный (ранее Нерюнгри)         | Россия       | 67,4                                          | 1 164                                                | 2 238                                                                 |
| Гросс                             | Россия       | -                                             | 4 300                                                | 8 390                                                                 |
| Суздаль                           | Казахстан    | 91,8                                          | 685                                                  | 1 168                                                                 |

### Проекты развития
Кроме того, в ближайшее время Nordgold намерена завершить технико-экономическое обоснование для проекта "Токко", который расположен в 13 км от действующего рудника «Гросс», круглогодичного рудника кучного выщелачивания с открытой отработкой, находящегося на юго-западе Якутии в 4-х км от рудника Nordgold «Таборный» (бывшее "Нерюнгри"). Общий объём капвложений в строительство «Токко» оценивается приблизительно в $300 млн. Ожидается, что после выхода на полную мощность «Токко» будет добывать около 14 млн тонн руды и производить около 200 тыс. унций золота в год в течение 15 лет. Ввод предприятия в эксплуатацию ожидается к концу 2024 года.
Один из проектов развития Nordgold, ожидающий подачу документов для получения разрешений на строительство и добычу, — золоторудное месторождение Montagne d'Or в северо-западной части Французской Гвианы. В январе 2016 г. Nordgold стал оператором проекта. В 2017 году завершено ТЭО, компания стала владельцем доли  в 55,01%. Оставшаяся доля в проекте принадлежит Columbus Gold Corp.. ТЭО проекта Montagne d’Or продемонстрировало позитивные экономические показатели для открытой добычи руды с дальнейшей переработкой традиционным процессом CIL при среднегодовом объёме производства на уровне 273 тыс. унций в течение 10 лет. На 31 декабря 2017 года запасы проекта оцениваются в 1,510 млн унций, а ресурсы - в 2,646 млн унций (в соответствии с долей Nordgold в 55,01%).
Pistol Bay — это проект с высоким содержанием золота на стадии разведки, расположенный на берегу Гудзонова залива в провинции Нунавут на севере Канады. Nordgold владеет 100% капитала канадской компании Northquest Ltd, которой принадлежит проект. Оцененные, выявленные и предполагаемые ресурсы проекта составляют 742 тыс. унций (на 31 декабря 2017 года).

## Санкции
2 июня 2022 года, на фоне вторжения России на Украину, Алексей Мордашов и компания Nordgold включены в санкционный список США против «сетей оказывающих поддержку Путину и российской элите». После введения американских санкций, Nordgold вышла из геологоразведочного проекта в Канаде и продала предприятие в Гвиане. 8 ноября 2023 года Nordgold включена в санкционный список Великобритании против российских олигархов и компаний поддерживающих военную экономику России.

## Акционеры
Основным бенефициаром Nordgold с долей в 99,08% акционерного капитала является Алексей Мордашов. С февраля 2022 года контролирующий акционер — Марина Мордашова, которая владеет 52% акций.